# Real Jaén
Real Jaén ist ein spanischer Fußballverein aus der Stadt Jaén, Andalusien. In der Saison 2021/22 spielt der Klub in der Tercera División RFEF.

## Geschichte
Der Verein wurde am 12. Juni 1929 als Sociedad Olímpica Jiennense gegründet. 1942 erreichte der Verein erstmals die Tercera División und am 5. September 1947 nahm der Klub schließlich den aktuellen Namen Real Jaén an. Die erfolgreichste Epoche erlebte die Mannschaft in den 1950er Jahren, als der Verein drei Jahre in der Primera División (1953/54, 1956/57, 1957/58) spielte.

## Bekannte ehemalige Spieler

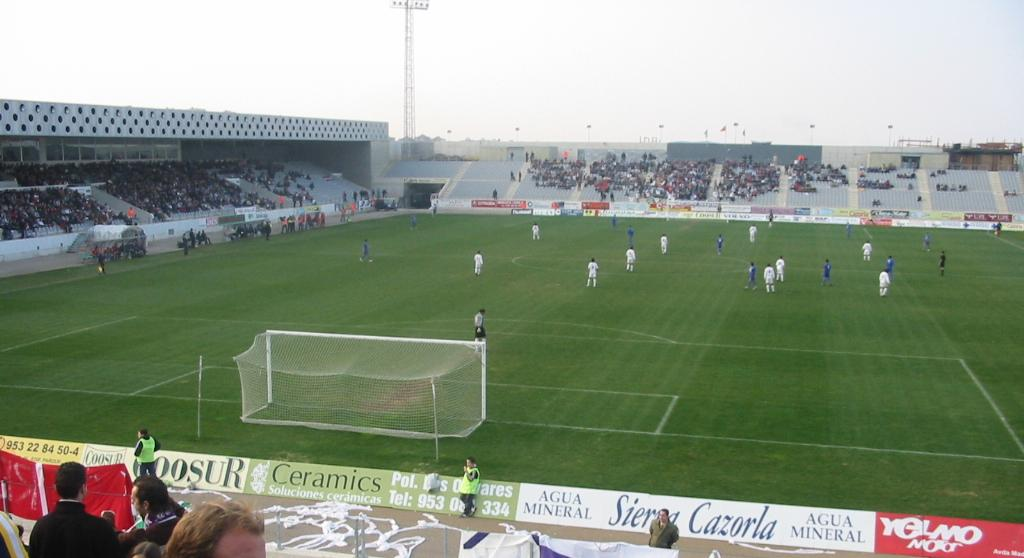
Nuevo Estadio de la Victoria

- José Basualdo
- Zahinos
- Mikel Roteta
- Antonio Rueda
- Adel Sellimi

## Bekannte ehemalige Trainer
- Ángel María Arregui
- Antonio Rueda
- José Ignacio Zahinos
- Gregorio Manzano (1990–1991)
- Paseiro